# 資治通鑑目錄
《資治通鑑目錄》又稱《通鑑目錄》，是司馬光撰寫《資治通鑑》的副產品，凡30卷，仿《史記》年表的體例，紀年於上，列《通鑑》卷數於下。《目錄》可視為《資治通鑑》索引。清代齊召南編寫《歷代帝王年表》三卷，即以《通鑑目錄》為依據。